# Concerto per pianoforte e orchestra (Dvořák)

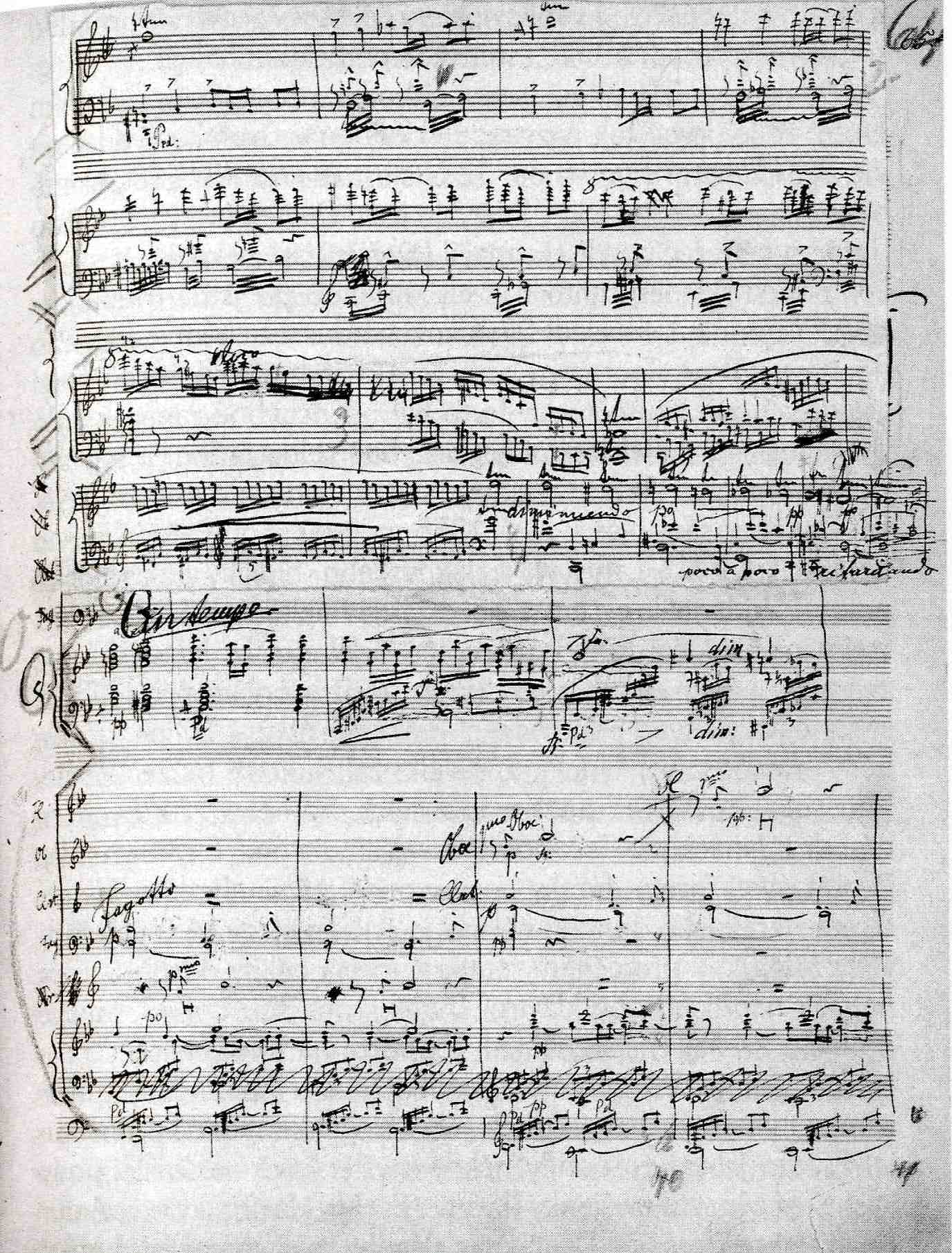
Una pagina del Concerto per Pianoforte ed Orchestra, Op.33 di Dvořák

Il Concerto per Pianoforte e Orchestra in Sol minore, Op. 33 è il primo dei tre concerti composti da Antonín Dvořák (seguito dal concerto per violino e dal concerto per violoncello). Questo per pianoforte è probabilmente il meno conosciuto ed il meno eseguito.
Secondo il parere critico di Harold C. Schonberg, Dvořák compose un attrattivo Concerto per Pianoforte in Sol minore con un pianoforte quasi inesistente, un bel Concerto per Violino in La minore ed un supremo Concerto per Violoncello in Si minore.
Dvořák compose il suo Concerto tra la fine di Agosto ed il 14 settembre 1876. La sua versione autografata contiene diverse correzioni, cancellature, tagli ed anche aggiunte, la maggior parte delle quali per pianoforte. Questo lavoro fu eseguito per la prima volta a Praga, il 24 marzo 1878, con l'orchestra della Prague Provisional Theatre diretta da Adolf Čech e con al piano il pianista Ceco Karel Slavkovsky.
Dvořák stesso capì di non aver creato un pezzo in cui il Pianoforte facesse battaglia con l'orchestra, non essendo affatto un pezzo virtuosistico. Come Dvořák scrisse: Vedo che non sono capace di scrivere un concerto per un virtuoso; devo pensare ad altre cose.
Ciò che Dvořák compose, fu un Concerto Sinfonico nel quale il Pianoforte svolge il ruolo di protagonista nell'orchestra, nonostante si opponga a questa.
La struttura della composizione è la seguente:
I - Allegro agitato (18 min. circa)
II - Andante sostenuto (9 min. circa)
III - Allegro con fuoco (11 min. circa)

## Discografia
- Sviatoslav Richter: Dvorák's Piano Concerto & Schubert's "Wanderer"  Fantasy. Bavarian State Orchestra conducted by Carlos Kleiber. EMI Great Recordings Of The Century (catalog no. 66947)
- András Schiff: Dvorák - Piano concerto & Schumann - Introduction & Allegro appassionato. Wiener Philharmoniker conducted by Christoph Von Dohnányi. The Decca Records Co.